# Helmut Schulte

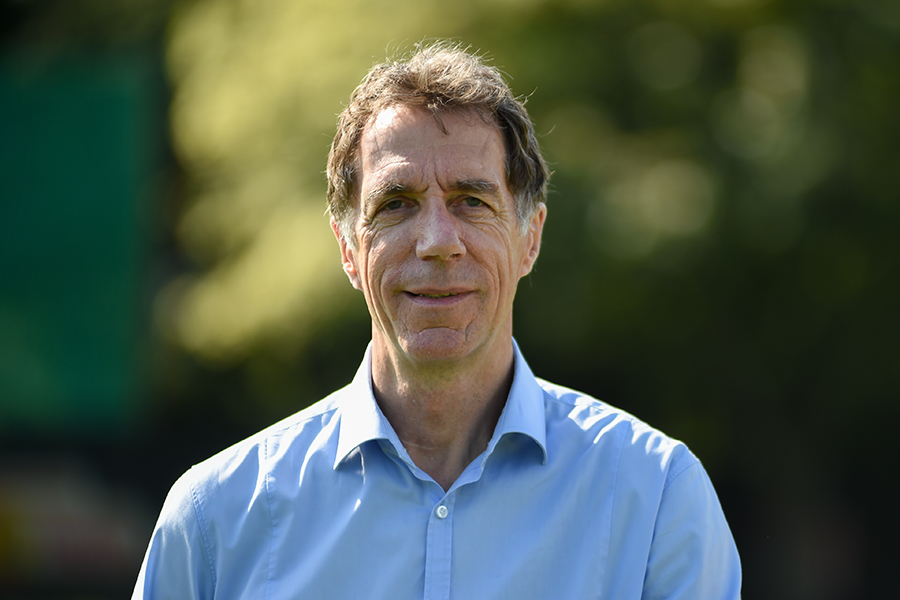
Helmut Schulte (2016) als Leiter der Lizenzspielerabteilung des 1. FC Union Berlin

Helmut Schulte (* 14. September 1957 in Kirchveischede, Kreis Olpe) ist ein deutscher Fußballtrainer und Sportmanager.

## Leben
Schulte wuchs auf in seinem sauerländischen Geburtsort Kirchveischede, wo seine Eltern einen Bauernhof hatten.

Er spielte Fußball beim SSV Kirchveischede. Durch eine Arbeitsbeschaffungsmaßnahme kam Schulte, der ein Lehramtsstudium in den Fächern Biologie und Sport durchlaufen hatte, 1984 als Jugendtrainer zum FC St. Pauli, um ausländische Kinder im Nachwuchs zu integrieren. Des Weiteren spielte er als Vorstopper in der Amateurmannschaft des FC St. Pauli. Später wurde er Co-Trainer der Profimannschaft.
Nach dem Weggang von Willi Reimann zum Lokalrivalen Hamburger SV wurde Schulte im November 1987 an dessen Stelle zunächst Interimstrainer, ehe ihm Vereinspräsident Otto Paulick das Amt fest übertrug. In derselben Saison stieg er mit dem FC St. Pauli in die Bundesliga auf. Im Alter von 30 Jahren war er in der Saison 1988/89 der jüngste Trainer der Bundesliga. Seinen Beruf beschrieb Schulte im Juli 1988 mit den Worten: „Ein Trainer muß nur die richtigen elf Leute aufstellen, im richtigen Moment den richtigen Mann einwechseln und die richtigen Anweisungen geben.“ Nachdem die Saison 1990/91 für den FC St. Pauli bis dahin schlecht verlaufen war, wurde Schulte im Februar 1991 entlassen. Die Vereinsführung traute Schulte nicht mehr zu, die Mannschaft aus der schwierigen sportlichen Lage herauszuführen.
Zur darauffolgenden Saison 1991/92 übernahm er den Trainerposten beim Bundesliganeuling Dynamo Dresden. Obwohl er den Klassenerhalt geschafft hatte, trat Schulte nach nur einer Saison zurück. Danach arbeitete er für kurze Zeit als Co-Kommentator bei Sat.1, bevor er im Januar 1993 ein Angebot das FC Schalke 04 als Nachfolger von Udo Lattek annahm. Nach einem zehnten Platz in der Saison 1992/93 und einem schlechten Start in die Saison 1993/94 wurde er entlassen.
In der Folgezeit arbeitete Schulte als Manager beim Zweitligaaufsteiger VfB Lübeck (1995/96) und von Sommer 1996 bis Mitte Januar 1998 beim FC St. Pauli. Von 1998 bis Ende Februar 2008 war er sportlicher Leiter im Nachwuchsbereich des FC Schalke 04. Zum 1. März 2008 kam er zum dritten Mal zum FC St. Pauli und übernahm die Funktion des „Geschäftsführers Sport“. Sein bis Februar 2013 laufender Vertrag wurde im Mai 2012 im gegenseitigen Einvernehmen aufgelöst. Über seine Zeit im Profifußball und insbesondere bei St. Pauli veröffentlichte Schulte im Februar 2013 das Buch Drei St.-Pauli-Leben.
Der SK Rapid Wien verpflichtete Schulte zum 1. Januar 2013 als neuen Sportdirektor. Dort nutzte er eine Ausstiegsklausel, um zum 1. Januar 2014 als Sportvorstand zu Fortuna Düsseldorf zu wechseln. Gegen Ende einer für Fortuna Düsseldorf unbefriedigend verlaufenden Saison 2014/15 wurde er am 11. Mai 2015 von seinen Aufgaben freigestellt.
Vom 1. Februar 2016 bis Mai 2018 war Helmut Schulte Leiter der Lizenzspielerabteilung des Zweitligisten 1. FC Union Berlin. Nach der für Union enttäuschenden Saison 2017/18 erfolgte die Trennung. Von 2018 bis 2025 war er Betreuer der Leihspieler beim VfB Stuttgart.

## Sonstiges
Schulte ist seit 1991 verheiratet.
Am 18. Januar 2007 wurde Schulte in Essen während des Orkans „Kyrill“ durch eine umstürzende Buche schwer verletzt. Er erlitt einen Bruch des zweiten Halswirbels. Der damals 49-jährige Schulte schwebte dabei zeitweilig in Lebensgefahr.
In dem Spielfilm Fußball ist unser Leben von 2000 spielte er sich selbst in seiner Funktion als Nachwuchskoordinator des FC Schalke 04.
Schulte studierte an der Deutschen Sporthochschule Köln auf Lehramt.

## Buch
- Werner Langmaack und Helmut Schulte: Drei St.-Pauli-Leben. Verlag Die Werkstatt, Göttingen 2013, ISBN 9783730700341